# Euchone undulocincta
Euchone undulocincta är en ringmaskart som beskrevs av Hartmann-Schröder och Rosenfeldt 1989. Euchone undulocincta ingår i släktet Euchone och familjen Sabellidae. Inga underarter finns listade i Catalogue of Life.